# For All Happy Endings
For All Happy Endings är David & the Citizens debutalbum, utgivet i mars 2002 av Adrian Recordings. Omslagsbilden är ritad av bandets låtskrivare och sångare David Fridlund och föreställer gasklockorna i Hjorthagen, Stockholm.

## Låtlista
Alla låtar är skrivna av David Fridlund.
1. "Birch & Aloe" - 1:42
2. "Pink Evening" - 3:40
3. "I've Been Floating Upstream Since We Parted" - 3:38
4. "Divine" - 5:30
5. "Something, Not Sunlight" - 4:35
6. "Song Against Life" - 3:50
7. "Belly Full of Butterflies" - 3:40
8. "Things They Hold So Dear" - 3:50
9. "Hangin' in the Air" - 4:00
10. "Now She Sleeps in a Box in the Good Soil of Denmark" - 3:00
11. "Daydream with Dan & Mum" - 4:00
12. "4th of July" - 5:30
13. "For All Happy Endings" - 3:35

## Medverkande musiker
- David Fridlund
- Conny Fridh
- Alexander Madsen
- Mikael Carlsson
- Magnus Bjerkert
- Jens Lindgård
- Peter Andersson
- Sara Culler
- Christer Narling

### Fotnoter
1. ↑  ”For All Happy Endings”. Adrian Recordings. Arkiverad från originalet den 1 januari 2012. https://web.archive.org/web/20120101163924/http://www.adrianrecordings.com/catalogue.asp. Läst 12 januari 2012.